# Mauro Schmid
Mauro Schmid (Bülach, Suíça, 4 de dezembro de 1999) é um ciclista profissional suíço que compete com a equipa Team Qhubeka ASSOS.

## Palmarés
- 2021
  - 1 etapa do Giro d'Italia[1]

## Resultados em Grandes Voltas
| Corrida | Corrida         | 2019 | 2020 | 2021 |
| ------- | --------------- | ---- | ---- | ---- |
|         | Giro d'Italia   | —    | —    | 93.º |
|         | Tour de France  | —    | —    | —    |
|         | Volta a Espanha | —    | —    | —    |

—: não participa

Ab.: abandono

## Equipas
- Swiss Racing Academy (2019)
- Leopard Pro Cycling (03.2020-12.2020)
- Team Qhubeka ASSOS (2021-)